# Сутичка (телесеріал)
«Су́тичка» (або «Зби́ток», англ. Damages) — американський телесеріал з Гленн Клоуз у головній ролі; вийшов на екрани в 2007 році на кабельному телеканалі FX.

## Сюжет
Еллен, розумна і талановита випускниця юридичної школи, стає помічницею Петті Г'юз, «найзубатішої акули» серед адвокатів, яка працює тільки у справах із дуже великими ставками. Але через деякий час Еллен розуміє, що найняли її не тільки завдяки гарному атестату. Коли Петті вирішує подати позов проти впливового мільярдера Артура Фроббішера, вона ставить під загрозу не тільки власне життя, але і благополуччя Еллен та її рідних...

## Персонажі та виконавці ролей
- Петті Г'юз (Гленн Клоуз) — безжальна, безпринципна Петті. Керує власною фірмою, одружена, має сина.
- Еллен Парсонс (Роуз Бірн) — молода Еллен. Влаштувалася на роботу до Петті, збирається одружитися з Девідом.
- Девід Конор (Ной Бін) — наречений Еллен, лікар, працює в лікарні.
- Кеті Конор (Анастасія Гріффіт) — сестра Девіда, професійна кухарка, працює на Артура Фроббішера.
- Артур Фроббішер (Тед Денсон) — бізнесмен, одружений, має двох дітей.
- Донна Чейз (Джулі Вайт)